# 布隆菲尔德路球场
布隆菲爾德路球場是位於英格蘭兰开夏郡單一管理區黑潭的足球場，以球場主入口所在的街道命名，自1901年開始已成為黑池足球會的主場球場。球場自1999年開始進行重建工程，截至2010年3月10日，球場的暫時容量為全坐席12,555人，當球場重建完成，總容量為16,000。在黑池於2010/11年球季升班英超後，是英超容量最少的球場，僅及次少的球場DW運動場一半的容量。

## 歷史
在搬遷到布隆菲爾德路以前，剛成立不久的黑池曾採用另外兩個球場作為主場，首個是於1896至1897年間，球隊在雷基斯賀爾花園（Raikes Hall Gardens）進行15場主場聯賽賽事；1897年球隊搬到今日的史丹利公園（Stanley Park），當時稱為田徑場（Athletic Grounds）於兩個球季主辦32場主場賽事。在1899年由於被拒於聯賽之外而短暫重返雷基斯賀爾花園，在12月中與同市的南岸（South Shore）合併，並將南岸的主場金寶球場（Gamble's Field）更名為布隆菲爾德路。於1900/01年球季獲重選再次加入乙組聯賽，於1900年9月8日首場主場賽事在布隆菲爾德路以1-1賽和到訪的根斯堡（Gainsborough Trinity），但球季餘下的主場賽事再次採用雷基斯賀爾花園，直到翌季才正式以布隆菲爾德路作為主場球場。截至2010年5月，黑池已在此進行超過2,100場賽事。
在1930年黑池首次升班上甲組時，布隆菲爾德路的容量達到超過3萬觀眾。1932年10月17日布隆菲爾德路舉行唯一一場國家隊國際賽，英格蘭在英國本土四角錦標賽以1-0擊敗愛爾蘭。1954年球場容量進一步增加至38,000，並於1957年夏季裝置汎光燈。1955年9月17日以2-1擊敗狼隊一仗創下歷來入場觀眾最高紀錄，有38,098名球迷入場。1960年9月10日布隆菲爾德路舉行第1,000場聯賽賽事，黑池以0-1小負於鄰居，這場賽事首次有電視直播，英國獨立電視台播放上半場最後5分鐘及整個下半場的賽事，節目稱為「大戰」（The Big Game）。1960年代末期由於增設坐席，球場容量減少至3萬人。
1974年8月24日一名17歲的黑池球迷在觀看對的比賽時，在看台後方被敵對球迷刺殺死亡，警方在賽後封鎖球場逐一查問入場的雙方球迷，是首宗球場暴力引致死亡事件。
1986年，黑池的董事會原擬將日漸破舊的布隆菲爾德路出售，但因市議會反對而告吹。到了1990年代，因為球場安全規例布隆菲爾德路的容量由18,000逐步降至只可容納9,000觀眾。1999年開始布隆菲爾德路進行大規模重建，首先拆卸北看台及西看台，更將草坪輕微移向西北方以便日後擴建新看台。重建的西看台於2002年夏季完工，並於8月6日正式揭幕。2003年夏季陸續拆卸南看台及東看台。
布隆菲爾德路主辦3場2005年欧洲女子足球锦标赛分組賽。亦曾作為英格蘭U16在勝利盾的主場分別對抗蘇格蘭及北愛爾蘭。而英格蘭女隊在2011年女子世界盃外圍賽首場賽事在布隆菲爾德路以8-0大勝馬爾他。

## 看台

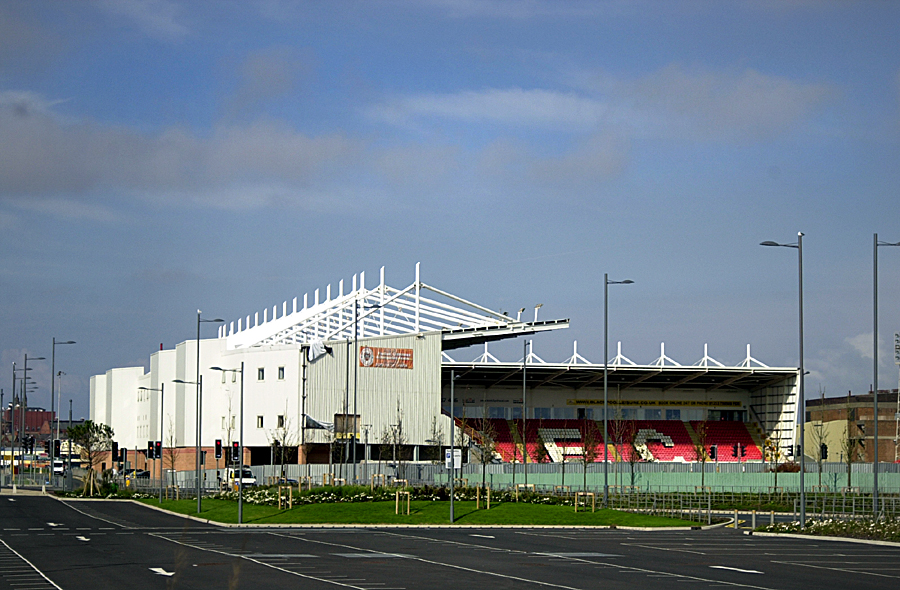
2006年在重建南看台前的布隆菲爾德路球場

球場的主入口原本位於布隆菲爾德路（Bloomfield Road）的南看台，但由於球場在21世紀初年進行重建工程，現時的主入口改到球場西面海邊人徑（Seasiders Way）的馬菲士看台。

### 史丹利·馬菲士爵士西看台
這個看台現時稱為「威斯汀史丹利·馬菲士爵士西看台」（Westinghouse Sir Stanley Matthews Stand），是球場的主看台，於2001至2002年間進行重建，以球隊名宿史丹利·馬菲士爵士（Sir Stanley Matthews）命名。原在南看台的球員隧道亦移到這裡，在坐席之後是款接樓層，有行政廂房、董事包廂及史丹利·馬菲士款待套房。看台亦設置球會辦公室及主接待處。球會的外號「海邊人」（Seasiders）以白色全大階橫置在一片橙紅色的坐席上。2009年10月在西看台每邊外牆上裝置直徑4米的巨型會徽。
2009年10月30日球會宣佈由黑池球迷會（Blackpool Supporters Association）出資建造真人原大的占美·岩菲路銅像，造價10萬英鎊由一系列的籌款活動資助，銅像位於西看台後方的球場主入口，預定於2010年9月21日占美·岩菲路的75夀辰揭幕。

### 史丹·摩丹遜北看台

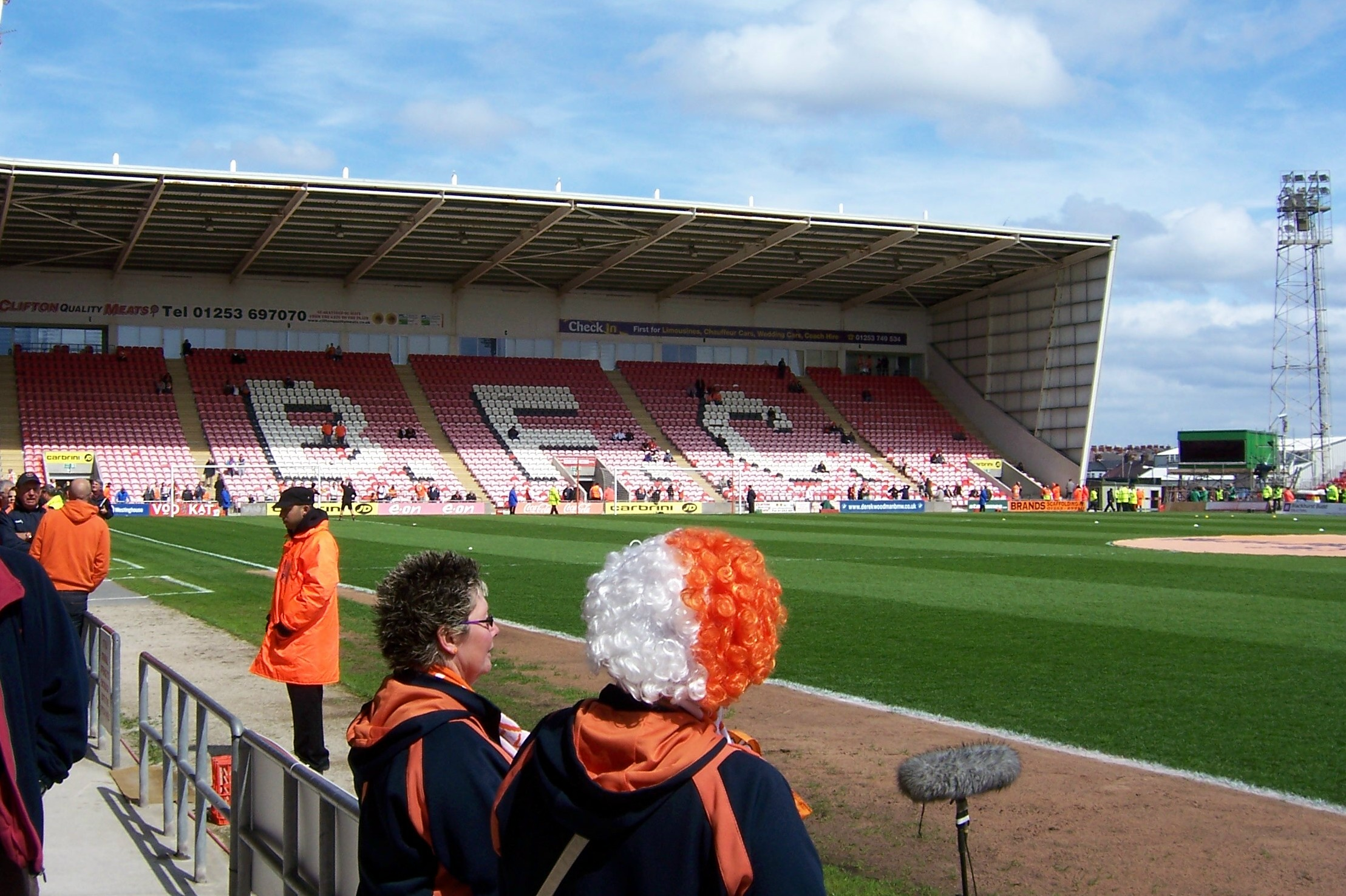
2010年的史丹·摩丹遜北看台

史丹·摩丹遜北看台（Stan Mortensen North Stand）位於球場北面，"A"至"C"段及"D"和"E"段前排是客隊球迷坐席，而"D"和"E"段後排是家庭坐席，北看台與西看台之間為西北角落看台（North West corner stand），看台以史上唯一在溫布萊球場英格蘭足總盃決賽演出帽子戲法的史丹·摩丹遜（Stan Mortensen）命名。球票上印上「北看台」（North Stand）及「山岳」（The Kop），看台坐席橫置白色球會簡稱「B.F.C.」。在坐席之後是辦公室空間，在球賽進行時會被封鎖，設有「可靠雙手綠色幼兒院」（Safehands Green Start Nursery）及「黑池健康基金」（Blackpool Primary Care Trust）的辦公室。看台之後為一座摩丹遜雕像，於2005年8月23日由其遺孀及占美·岩菲路主持揭幕，以射球姿勢造型真人大小的雕像耗資25,000英鎊，由球會、黑池市議會及黑池球迷合資建造。
2009年黑池球迷籌款為奇雲·奧臣（Kevin Olsson）設置紀念牌匾，他於1974年在舊山岳看台遭人刺殺。同年8月在他逝世35週年，置於看台後方外面的紀念牌匾揭幕，上書：『為紀念奇雲·奧臣，1956-1974，安息·永誌不忘』。

### 西北看台
西北看台（North West Stand）或西北角落看台連接西看台及北看台，與西看台坐席的行數相同，亦有西看台款接樓層的延伸部分，球會精品店位於西北角落後方。

### 東看台

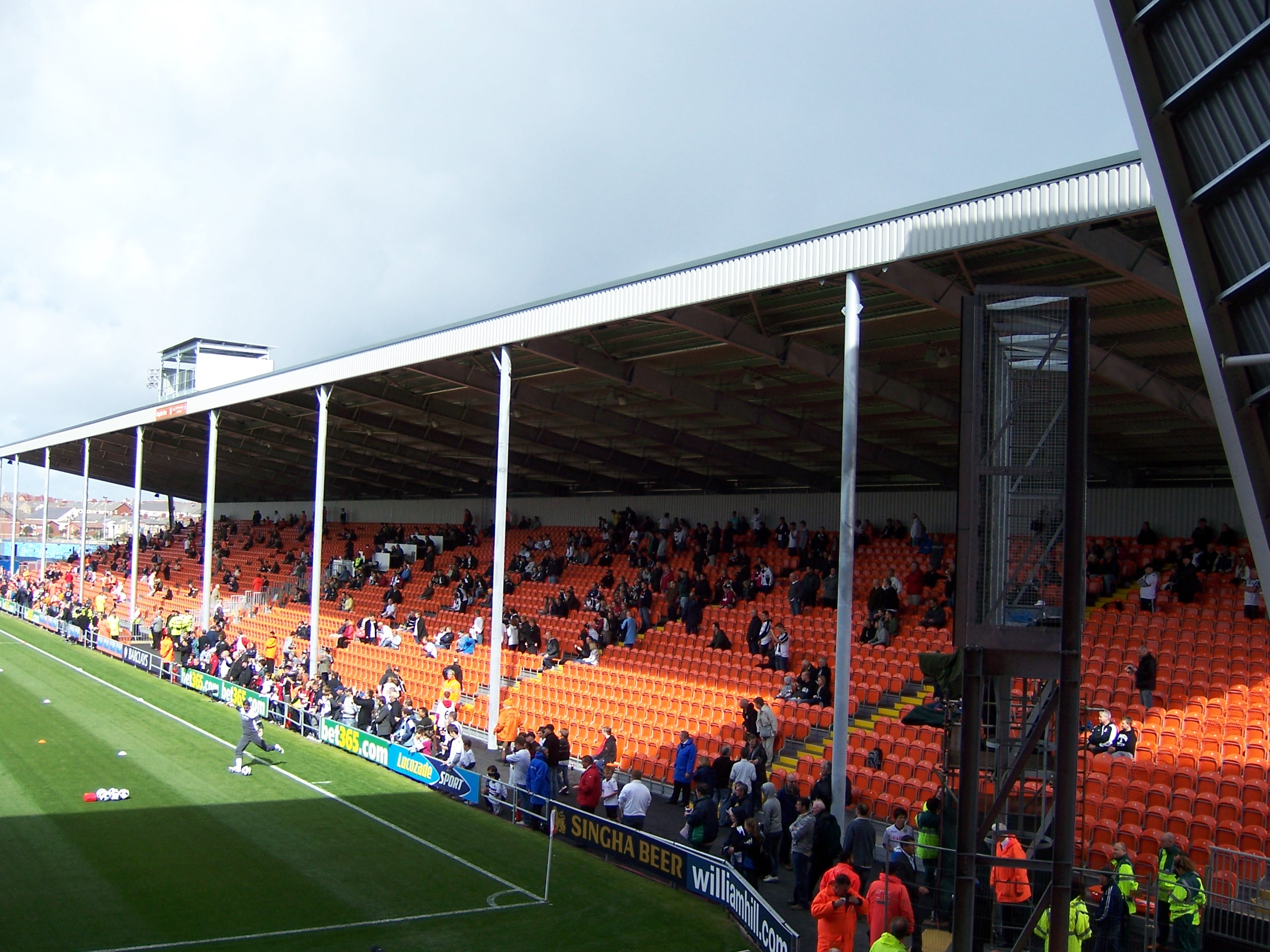
2010年的臨時東看台

東看台（East Stand）以前稱為「東小圍欄」（East Paddock），是一個沒有上蓋的臨時看台，有1,965個坐位，但只獲准容納1,750名觀眾。2009年1月14日黑池表示希望與城市重建公司「ReBlackpool」合作重建東看台，新看台亦會有辦公室及零售空間，但需要取得額外的土地才可進行。2010年夏季在黑池取得升班英超資格後，球會宣佈儘速開展新看台重建計劃。
2010年6月11日球會宣佈即時拆卸臨時看台，由另一個更大的組件式臨時性看台取代，新看台可容超過5,000名觀眾，在8月21日新球季前完成開放。

### 占美·岩菲路南看台
之前建於1925年的主看台在2003年拆卸，但重建工程遲遲未有開展，直到2008年7月8日球會才發表公告表示南看台及西南角落的工程即將展開，新看台可容3,500名觀眾，4星期後工程仍未起動，球會再發聲明表示正處於設計階段，地盤工程在月底展開，而看台結構工程於3個月後開始，建築工程經理「費查、京治及侯活建築公司」（Fletcher King Howard Associates）進一步證實預計工程需時40星期，預計看台可於2009年5月完工。但最終工程直到2010年3月才告完成，耗資850萬英鎊的新看台於3月20日正式剪綵啟用。看台以名宿占美·岩菲路命名稱為占美·岩菲路南看台（Jimmy Armfield South Stand），坐席橫置白色占美·岩菲路的姓氏「Armfield」。

## 延伸閱讀
- Calley, Roy. . Breedon Books Sport. 1992. ISBN 1-873626-07-X.

## 外部連結
- Football Association guide （页面存档备份，存于）
- Internet Football Ground Guide Entry
- Vintage images of Bloomfield Road （页面存档备份，存于）
- "A MOMENTOUS DATE - 23 DECEMBER 1899" - Seasiders.net